# Caso Yusuf Kabir e Usman Sani
Il caso Yusuf Kabir e Usman Sani riguarda due uomini nigeriani perseguitati dello stato nigeriano per essere omosessuali.

## Il caso
Yusuf Kabir e Usman Sani sono due uomini, originari di Lagos, sentimentalmente legati tra loro. Kabir ha quarant'anni, mentre Sani ne ha diciotto. I due vengono arrestati a Katsina il 19 giugno del 2005 e successivamente imprigionati a causa della loro omosessualità.
L'accusa è quella di sodomia. Secondo la legge della Sharia, vigente in alcuni stati nel nord della Nigeria tra cui lo stato di Katsina, questo reato è punibile con la pena di morte.
Secondo la Polizia, i due uomini furono scovati mentre avevano un rapporto sessuale in un bagno pubblico della capitale il 19 giugno del 2005. Per la prima udienza processuale, che avrebbe dovuto avere inizio il 3 agosto, gli inquirenti non hanno trovato testimoni che potessero confermare il crimine e così i due uomini sono stati liberati su cauzione.
Se, al termine dell'iter giudiziario, i due saranno ritenuti colpevoli, verranno condannati a morte; anche se la Sharia prevede la lapidazione, questo supplizio non è mai stato applicato in Nigeria.

## Il movimento delle associazioni per i diritti umani
La condanna ha assunto una rilevanza internazionale per effetto dell'interessamento di numerose associazioni per i diritti umani che si sono mosse per denunciare la grave violazione dei diritti fondamentali perpetrata dallo stato nigeriano nei confronti dei due omosessuali. Tra le associazioni che prima sono intervenute c'è stata Amnesty International che ha promosso e patrocinato una campagna di sensibilizzazione.
In Francia, il 2 agosto 2005 il Partito Socialista, per voce del suo segretario François Hollande, ha chiesto al presidente della Repubblica francese Jacques Chirac ed al Governo de Villepin di intervenire con urgenza per impedire la condanna a morte di Yusuf Kabir e Usman Sani.